# Criterio de Carathéodory
El criterio de Carathéodory es un resultado de la teoría de la medida que fue formulado por el matemático griego Constantin Carathéodory que caracteriza cuándo un conjunto es medible según Lebesgue.

## Declaración
Criterio de Carathéodory: Sea {\displaystyle \lambda ^{*}:{\mathcal {P}}(\mathbb {R} ^{n})\to [0,\infty ]} denota la medida exterior de Lebesgue en {\displaystyle \mathbb {R} ^{n},} dónde {\displaystyle {\mathcal {P}}(\mathbb {R} ^{n})} denota el conjunto de potencias de {\displaystyle \mathbb {R} ^{n},} y deja {\displaystyle M\subseteq \mathbb {R} ^{n}.} Entonces {\displaystyle M} es Lebesgue mensurable si y sólo si{\displaystyle \lambda ^{*}(S)=\lambda ^{*}(S\cap M)+\lambda ^{*}\left(S\cap M^{c}\right)} para cada {\displaystyle S\subseteq \mathbb {R} ^{n},} dónde {\displaystyle M^{c}} denota el complemento de {\displaystyle M.} Darse cuenta de {\displaystyle S} No es necesario que sea un conjunto medible.

## Generalización
El criterio de Carathéodory es de considerable importancia porque, en contraste con la formulación original de mensurabilidad de Lebesgue, que se basa en ciertas propiedades topológicas de {\displaystyle \mathbb {R} ,} este criterio se generaliza fácilmente a una caracterización de la mensurabilidad en espacios abstractos. De hecho, en la generalización a medidas abstractas, este teorema a veces se extiende a una definición de mensurabilidad. Así, tenemos la siguiente definición:
Si {\displaystyle \mu ^{*}:{\mathcal {P}}(\Omega )\to [0,\infty ]} es una medida exterior en un conjunto {\displaystyle \Omega ,} dónde {\displaystyle {\mathcal {P}}(\Omega )} denota el conjunto de potencias de {\displaystyle \Omega ,} entonces un subconjunto {\displaystyle M\subseteq \Omega } se llama {\displaystyle \mu ^{*}}–measurable o Carathéodory-measurable si por cada {\displaystyle S\subseteq \Omega ,} la igualdad{\displaystyle \mu ^{*}(S)=\mu ^{*}(S\cap M)+\mu ^{*}\left(S\cap M^{c}\right)}se sostiene donde {\displaystyle M^{c}:=\Omega \setminus M} es el complemento de {\displaystyle M.}
la familia de todos {\displaystyle \mu ^{*}} –los subconjuntos medibles son un σ-álgebra (así, por ejemplo, el complemento de un {\displaystyle \mu ^{*}} –el conjunto medible es {\displaystyle \mu ^{*}} –mensurables, y lo mismo ocurre con las intersecciones y uniones contables de {\displaystyle \mu ^{*}} –conjuntos mensurables) y la restricción de la medida exterior {\displaystyle \mu ^{*}} para esta familia es una medida.